# Jujeu
Jujeul sau jujăul este o bucată de lemn atârnată la gâtul câinilor (în special a celor ciobănești), spre a-i împiedica să alerge după vânat sau să treacă prin anumite locuri. De asemenea desemnează un jug mic, triunghiular, pus la gâtul porcilor și al altor animale spre a le împiedica să treacă prin garduri și să intre în locurile cultivate.

## Legături externe
- Cea mai absurdă lege din România: legea Jujeului purtat de câini - gorobic.com